# 肉卷

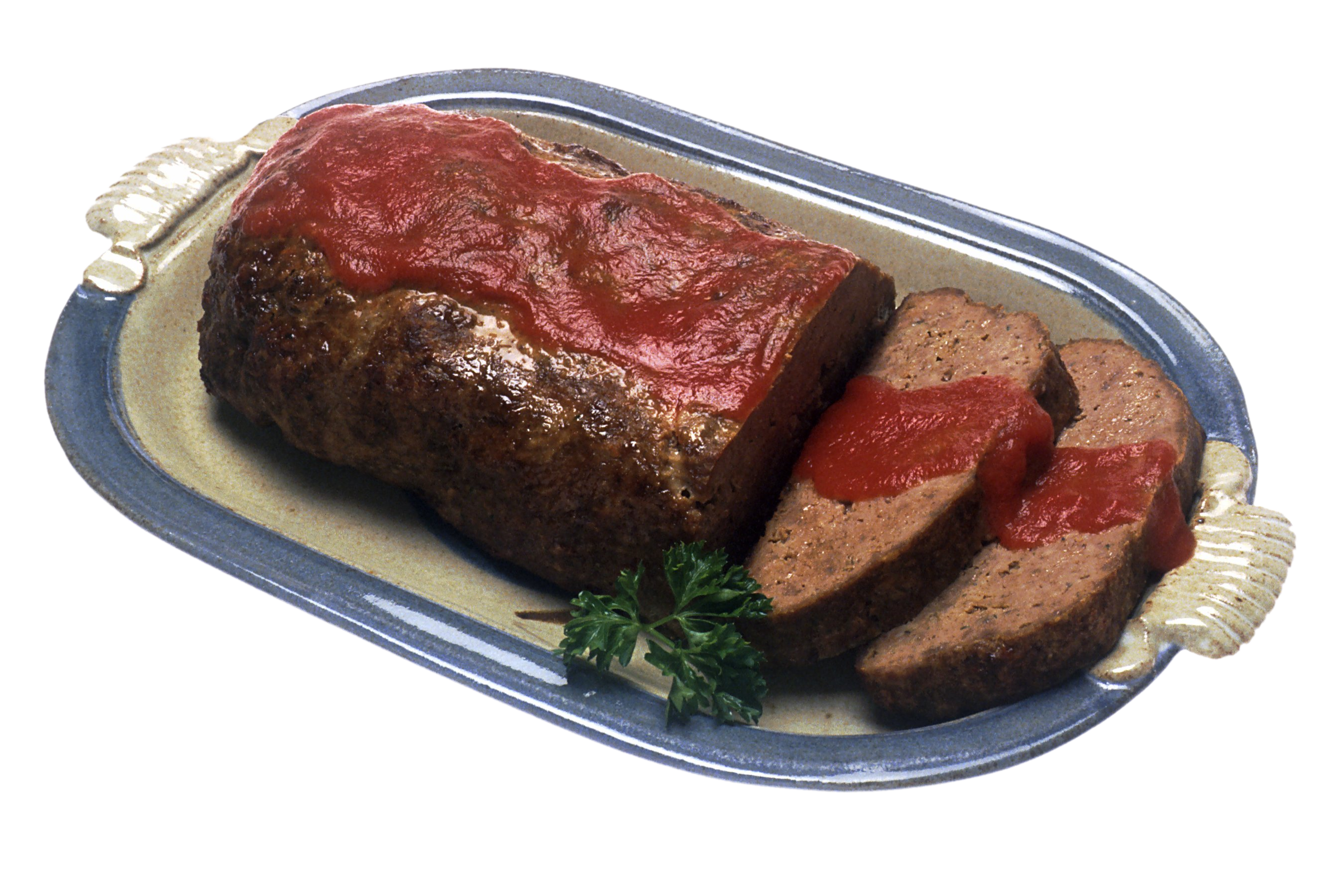
肉卷配肉汁

肉卷（英語：Meatloaf），又名烘肉卷，是用絞肉及其他香料所製成的菜式。

## 歷史
肉捲在西方的起源可以追溯到古代地中海世界，類似的菜式早於公元5世紀的古羅馬烹飪書《阿匹西尤》中已有記載，傳統的肉卷在德國及比利時都頗受歡迎，製作方法亦與荷蘭的肉丸有點近似。現代美式烘肉卷的菜譜至19世紀才出現据传由賓夕凡尼亞州的德裔美國人手中改良得來。在經濟大蕭條期間，肉卷成為不少美國家庭的廉價蛋白質來源。

## 製作方法（西式）
1. 將肉類攪碎，可以使用牛肉、小牛肉、豬肉、羊肉、鹿肉或雞肉
2. 加入洋葱粒、蒜茸、乾碎蔥、碎百里香、燕麥片或麵包屑
3. 再加入雞蛋及牛奶混合拌匀
4. 以適量的鹽和黑胡椒調味
5. 把肉糰放在烤盤上
6. 烤箱預熱375 °F（191 °C），烤40-45分鐘，取出放凉後切片
7. 食用前淋上番茄醬及紅糖煮成的醬汁[3]

## 各種肉卷

### 潮汕卷章
也稱肉餅，常切片食用。猪肉为主料，搭配荸荠（马蹄）、葱蒜等配料，用腐皮（豆腐皮）包裹后油炸或煎制而成。

### 奧地利
當地稱之為Faschierter Braten，烤製前捲上火腿，常以馬鈴薯泥作配菜。

### 比利時
佛萊明語稱之為vleesbrood，直譯為肉麵包，法語為pain de viande；熱食時佐以醬汁，冷食配麵包。

### 保加利亞
保加利亞語為Руло Стефани，肉卷內藏水煮蛋。

### 古巴
又名pulpeta，以牛肉碎及火腿碎製成，肉卷內藏水煮蛋，在爐面上煮熟。因美國情景喜劇《天才老爹》（The Cosby Show）第三季第二集《Food for Thought》而聞名 。

### 丹麥
丹麥語為forloren hare，肉卷鋪上一層鹹肉，伴以紅莓醬及馬鈴薯泥食用。